# Paralysie d'analyse
La paralysie d'analyse décrit un moment où une analyse trop poussée ou une trop intense réflexion à une situation peut amener à devenir « paralysée », ce qui signifie qu'aucune action n'a été prise, et par conséquent, aucune solution n'est proposée. Une situation est considérée comme trop compliquée et aucune décision n'est jamais prise à cause de la peur qu'un problème encore plus compliqué puisse survenir. Une personne désire une solution parfaite, mais a peur de prendre une décision qui pourrait entraîner une erreur lors de l'avancée vers une meilleure solution.
La paralysie d'analyse, c'est quand la peur de l'erreur potentielle l'emporte sur le réalisme de la valeur réelle ou potentielle de réussite, et ce déséquilibre bloque la prise de décision dans un effort inconscient de préserver les options existantes. Un trop grand nombre d'options peut bloquer la situation et entraîner cette paralysie, rendant impossible la moindre avancée. Cela peut empirer lorsque dans des situations critiques où une décision doit être prise, une personne n'est pas en mesure de fournir une réponse assez rapide, ce qui peut entraîner une situation encore plus critique que si elle avait pris une décision.

## Histoire
L'idée de base a été exprimée à travers plusieurs récits. Dans une des « Fables d'Ésope » qui est datée d'avant Ésope et appelée, « Le Chat et le Renard », le renard se vante des « centaines de façons de s'enfuir », tandis que le chat en a « une seule ». Quand ils entendent les chiens s'approcher, le chat grimpe à un arbre, tandis que « le renard dans sa confusion, a été rattrapé par les chiens ». La fable se termine avec la morale « il vaut mieux un moyen sûr plutôt qu'une centaine sur lesquels vous ne pouvez pas compter ».
Des concepts proches sont exprimés par le dilemme du mille-pattes, où l'activité inconsciente est perturbée par la pensée consciente, et par le conte de l’âne de Buridan, un paradoxe de la décision rationnelle avec des options équivalentes.
Dans Hamlet de William Shakespeare, le personnage principal, le Prince Hamlet, est réputé avoir le point faible de trop réfléchir, de telle sorte que sa jeunesse et son énergie vitale « blêmissent sous les pâles reflets de la pensée ». Neema Parvini explore certaines décisions clés du personnage dans le chapitre « Et la Raison Flatte la Volonté : un Autre Regard sur la Paralysie de l'Analyse chez Hamlet ».
Voltaire a popularisé en français un vieux proverbe italien, dans les années 1770, « le mieux est l'ennemi du bien ». Cela signifie que l'on ne pourrait jamais accomplir une tâche si l'on a décidé de ne s'arrêter que lorsqu'elle est parfaitement achevée : atteindre la fin du projet est rendu impossible tant que l'on s'efforce à le rendre parfait.
« Analyse, paralysie » apparaît dans un dictionnaire de prononciation de 1803 ainsi que ses éditions ultérieures, en indiquant comment ces mots sont prononcés de la même façon (en anglais : analysis, paralysis). L'utilisation de mots qui riment peut produire des aphorismes qui sonnent plus fiables et plus facilement mémorisables par l'usage de la rime-comme-explication et de l'ode mnémonique.
En 1928, aux États-Unis, à la Convention générale de l'église épiscopale, Mgr C. Leslie Glenn, Secrétaire National pour le College Work. déclara que la collégiale risque la « paralysie de l'analyse » à être trop spéculative, et qu'elle a besoin d'un travail réel plutôt que de faire des enquêtes,.
Durant la Seconde Guerre mondiale, Winston Churchill, après avoir appris que les ingénieurs des embarcations de débarquement passaient la majorité de leur temps à argumenter sur des modifications de conception, a envoyé ce message : « La maxime "Rien ne vaut la perfection" peut être épelée de manière plus courte : "Paralysie" ».
En 1956, Charles R. Schwartz a écrit l'article « Le Concept de retour sur investissement (ROI) comme un outil de prise de décision » dans « Changing Patterns And Concepts In Management », déclarant « Nous ferons moins d'hypothèses ; évitant le danger d'extinction par l'instinct ; et, par l'adoption d'un unique moyen d'évaluation, nous éviterons de succomber à la paralysie par l'analyse. ». L'extinction par l'instinct décrit la situation d'un échec dû au maintien d'une stratégie basée sur une conviction profonde qui s'avère ne pas refléter la réalité d'un marché. C'est, dans un sens, l'opposé de la paralysie d'analyse.
En 1965, H. Igor Ansoff écrivit le livre « Corporate Strategy: An Analytic Approach to Business Policy for Growth and Expansion ». Il utilisa l'expression « paralyse d'analyse » en référence à ceux qui utilisaient cette approche avec excès,. Ansoff faisait référence a l'article de Schwartz dans plusieurs de ses écrits.

Dans un article publié en 1970, basé sur un discours de 1969, et d'autres œuvres, Silver et Hecker ont écrit : 
Le groupe de Duke a utilisé l'expression « Paralyse d'analyse » pour indiquer que, si nous attendons d'avoir complètement répondu à toutes les questions et résolu tous les problèmes avant de former le personnel dont nous avons besoin, nous ne trouverons jamais de solution. Les demandes insistantes pour plus d'études et une évaluation étendue suggérés par certains pouvant être une défense de la part de ceux qui ne souhaitait pas changer ou ceux à qui le changement faisait peur.
Le Dictionnaire d'anglais d'Oxford dit que les premières utilisations de « paralysie de l'analyse » dans le journal The Times remontent aux années 1970.

## Le développement de logiciels
Dans le développement de logiciels, la paralysie de l'analyse se manifeste généralement dans un projet en cascade avec des phases extrêmement longues de planification du projet, de collecte des besoins, de conception du programme et de modélisation des données, ce qui peut créer peu ou pas de valeur ajoutée par ces étapes et risque de nécessiter de nombreuses modifications. Lorsqu'ils se prolongent sur une trop longue période, de tels processus ont tendance à mettre en avant l'aspect organisationnel (c'est-à-dire, bureaucratique) du projet de logiciel, au détriment de la création de valeur.
La paralysie d'analyse se produit souvent en raison du manque d'expérience de la part de l'entreprise systèmes, analystes, chefs de projet ou les développeurs de logiciels, ainsi qu'une culture d'entreprise rigide et formelle.
La paralysie d'analyse est un exemple d'un « anti-pattern ». Les méthodes Agile de développement logiciel cherchent justement à empêcher la paralysie d'analyse par un cycle de travail itératif qui met l'accent sur des produits qui fonctionnent plutôt qu'une documentation détaillée, ce qui nécessite l'adhésion de l'équipe. 

## Sports
La paralysie d'analyse est un problème critique dans l'athlétisme. Il peut être expliqué en termes simples, comme « l'échec de réagir dû à la réflexion trop poussée ». La victime d'une paralysie d'analyse dans le sport pensera souvent en des termes compliqués pour sa prochaine action, tout en considérant les multiples possibilités, et ce faisant, laisse filer le temps disponible pour réagir.

## Légère paralysie d'analyse
Il y a d'autres situations où la paralysie d'analyse peut être identifiée, mais de manière anecdotique.

### Analyse personnelle
Une légère paralysie d'analyse peut se produire lors de la prise de décision d'ordre personnel si le décideur analyse de manière trop poussée les circonstances auxquelles il est confronté. Lorsque cela se produit, le volume de données accable le décideur, lui imposant un fardeau tel qu'il se sent submergé par l'ampleur de la tâche, le rendant incapable de trouver une issue rationnelle.
Dans certains cas, le décideur peut analyser chaque option et son résultat probable, puis l'oublier en ne retenant que l'option choisie.

### Analyse de la conversation
Bien que la paralysie d'analyse puisse se produire à tout moment, au sujet d'un problème dans une conversation, elle est particulièrement susceptible de se produire durant des discussions intellectuelles avancées. Au cours de ces discussions intellectuelles, la paralysie d'analyse consiste à pousser l'analyse d'un problème en particulier, au point où cette question initiale peut être oubliée, et le sujet de la conversation perdu. Habituellement, cela se produit parce que les questions complexes (qui sont souvent à la base de la pensée intellectuelle) sont intimement liées à d'autres questions diverses et variées, et la poursuite de ces différentes questions est tout à fait logique pour les participants. Par exemple, une discussion à propos des droits humains peut entraîner une paralysie d'analyse en abordant successivement les sujets suivant :
1. Les droits de l'homme
2. La politique de l'enfant unique en Chine
3. L'Infanticide
4. les Implications morales
5. L'individualisme versus le bien commun

Toutes ces questions sont étroitement liées et chacune apporte son propre sujet. L'hypothèse est que, finalement, l'analyse s'éloigne tant du sujet initial, que le sujet initial des droits de l'homme en devient un sous-problème ou n'est même plus identifiable au cours de la discussion.

## Jeux
Les jeux fournissent un microcosme de la prise de décision où il peut y avoir des adversaires, des informations cachées ou manquantes, des événements aléatoires, des options complexes, et des conséquences. Dans ce contexte, la paralysie d'analyse dénote un état où un joueur est tellement submergé par les aspects de l'arbre de décision auquel il fait face que le tour du joueur prend énormément de temps. Cela peut être aggravé dans une position perdante où le joueur est de manière désespérée à la recherche de la victoire ou cherchera le blocage pour empêcher de perdre définitivement la partie. La connotation est souvent péjorative, ce qui implique que le ralentissement du jeu diminue le plaisir pour les autres joueurs. Certains jeux ajoutent des temps de jeu limités (par exemple avec un pendule d'échecs ou un sablier). Dans les échecs, ce ralentissement de jouer est appelé Kotov Syndrome et, dans les parties chronométrées peut entraîner la précipitation. Une bonne conception du jeu peut réduire le risque de paralysie d'analyse dans le déroulement du jeu. La conception du jeu elle-même peut également être sensible à la paralysie d'analyse.

## Prévention et contrôle
Il existe de nombreux moyens pour aider à prévenir ou surmonter l'impasse de paralysie d'analyse. Il peut y avoir beaucoup de facteurs concomitants. Lon Roberts décompose la définition commune de « paralysie d'analyse » en trois conditions simultanées : processus d'analyse, prise de précision, et incertitude des risques. Il détaille des actions spécifiques pour chaque condition. Becky Kane et d'autres, donnent les suggestions suivantes :

### Définir des limites
Il s'agit de définir des contraintes dès le début (échéance, temps, personnes, argent, ressources...) correspondant à ce que l'on est prêt à mettre en œuvre pour ce plan, par exemple :
- Fixer une date limite « trop tard » (« drop dead » en anglais)[21] et s'en tenir pour responsable ;
- Limiter le montant d'information en freinant sa curiosité et en limitant intentionnellement la quantité d'informations utilisée.

### Clarifier les objectifs et les priorités
Avoir un objectif clair peut simplifier les décisions et les actions pour n'importe quel projet. L'objectif principal doit être connu.

### Se rappeler que rien n'est parfait
Reconnaître que « les planètes ne seront jamais parfaitement alignées ».

### Avancer par petits pas
Le développement Agile et le Design Thinking sont deux mouvements récents mettant l'accent sur les petites itérations permettant de découvrir le problème lui-même ainsi que son environnement.
- Approcher les problèmes avec une démarche itérative.
- Décider de quelque chose :
  - Prendre des décisions comme on monte un escalier, marche par marche.
  - Jouer à pile ou face permet de révéler sa préférence en confrontant l'apparente équivalence entre plusieurs choix.
  - Faire quelque chose : « Commencez avant de vous sentir prêt. »

### Modifier le nombre d'options
L'augmentation du nombre d'options dès le début augmente les chances de trouver une bonne solution.
En réduisant le nombre d'options plus tard, la prise de décision est simplifiée (paradoxe du choix).

### Ajouter ou supprimer des émotions
La prise de décision fonctionne le mieux avec un mélange de pensée rationnelle, d'intuitions et d'émotions.

### En parler
Parler avec quelqu'un permet d'avoir un autre point de vue. Cela peut aussi aider à réduire la pensée de groupe.
- Rechercher une validation externe.
- Sortir de sa propre tête et parler avec quelqu'un d'autre. Il n'a même pas à être une personne (voir le canard en Caoutchouc).

### Faire le meilleur choix
La fatigue décisionnelle peut affecter ou même empêcher de prendre la bonne décision.
- Structurer sa journée en fonction des décisions les plus importantes à prendre.
- Quand une décision est prise, elle doit être maintenue : « Faites de votre décision la bonne décision ».